# Storfjorden (Frøya)
 For alternative betydninger, se Storfjorden. (Se også artikler, som begynder med Storfjorden)
Storfjorden er en fjord på sydsiden af Frøya i Trøndelag fylke i Norge. Den har indløb fra Frøyfjorden ved Store Sandholmen, og går i nordøstlig retning til fjordbunden ved Kavledalen. Fjorden er kommunens længste og smal, kun mellem 100 og 300 meter bred det meste af de omkring de ca. fem kilometers længde.
Fjorden deler landskabet og skaber en halvø mod syd, Fillingsnes-halvøya, hvor der er bebyggelse mod syd mod Frøyfjorden. Ud til Storfjorden er der  ingen fast bosætning og heller ingen veje. Området omkring fjorden er derfor kun lidt  berørt af menneskelige aktiviteter.
Formentlig har fjorden tidligere heddet Filling som har givet navn til Fillingsneset, gården længst mod syd på halvøen syd for fjorden.